# Granulocitno-makrofagne kolonije stimulirajoči faktor
Granulocitno-makrofagne kolonije stimulirajoči faktor, okrajšano GM-CSF (angl. Granulocyte-macrophage colony-stimulating factor), je beljakovina, ki jo izločajo makrofagi, limfociti T, mastociti, endotelijske celice in fibroblasti. 

## Delovanje
GM-CSF je citokin, ki deluje kot rastni dejavnik na bele krvničke. Krvotvorne matične celice spodbuja k diferenciaciji v granulocite (nevtrofilce, eozinofilce in bazofilce) in monocite. Monociti zapustijo krvni obtok in migrirajo v tkiva, kjer dozorijo v makrofage ter vstopajo v kaskado vnetnih reakcij: aktivacija manjšega števila makrofagov povzroči porast v njihovem številu na mestu okužbe, kar je bistvena stopnja pri premagovanju okužb. Aktivna oblika beljakovine se nahaja zunajcelično v obliki homodimera.

## Klinični pomen
GM-CSF se uporablja tudi klinično. GM-CSF imenujemo tudi  molgramostim, če pa se izraža v kvasovkah, pa sargramostim (pod zaščitenim imenom Leukin). 
Uporablja se kot zdravilo za spodbujanje proizvodnje belih krvničk po kemoterapiji. 